# Андрус Дабулявічус
Андрус Дабулявічус, лит. Dabulievičius Andrius (19 липня 1896, за іншими даними 1898, маєток Паравіяй, тепер Біржайський район, Литва — † 20 червня 1938, Магадан, ГУЛАГ) — литовський поет, публіцист.
Під час Першої світової війни служив у царському війську. Весною 1919 заарештований литовською владою за комуністичну діяльність. Втік з в'язниці та перебрався в Рядяньську Росію. У 1922—1925 вчився у Москві у Комуністичному університеті національних меншин Заходу; у 1929—1932 в Академії комуністичного виховання, потім в Інституті червоної професури. З 1927 жив і працював у БССР (Орша, Мінськ). З 1935 член литовської секції СП БССР; керівник литовського відділення Білдержвидавництва.
Заарештований у серпні 1935; незабаром звільнений. У 1936 у Мінську литовською мовою опублікував збірник поезії «Mano tėvynė» («Моя батьківщина»). Повторно заарештований 17 жовтня 1936; засуджений до 5 років таборів. Був відправлений у Магадан, де і загинув. Реабілітований в 1957.